# Георгиевское сельское поселение (Кормиловский район)
Георгиевское се́льское поселе́ние — муниципальное образование в Кормиловском районе Омской области Российской Федерации.
Административный центр — село Георгиевка.

## История
Статус и границы сельского поселения установлены Законом Омской области от 30 июля 2004 года № 548-ОЗ «О границах и статусе муниципальных образований Омской области».

## Население
| 2010  | 2011  | 2012  | 2013  | 2014  | 2015  | 2016  |
| ----- | ----- | ----- | ----- | ----- | ----- | ----- |
| 1673  | ↗1674 | ↗1707 | ↘1675 | ↘1643 | ↗1654 | ↗1669 |
| 2017  | 2018  | 2019  | 2020  | 2021  | 2023  |       |
| ↘1631 | ↗1644 | ↘1604 | ↘1596 | →1596 | ↘1573 |       |

## Состав сельского поселения
| № | Населённый пункт | Тип населённого пункта             | Население |
| - | ---------------- | ---------------------------------- | --------- |
| 1 | 2767 км          | железнодорожный остановочный пункт | 9         |
| 2 | 2771 км          | железнодорожный остановочный пункт | 6         |
| 3 | Богдановка       | деревня                            | 588       |
| 4 | Георгиевка       | село, административный центр       | 731       |
| 5 | Зотино           | деревня                            | 209       |
| 6 | Самаринка        | деревня                            | 130       |